# 埼玉用水路

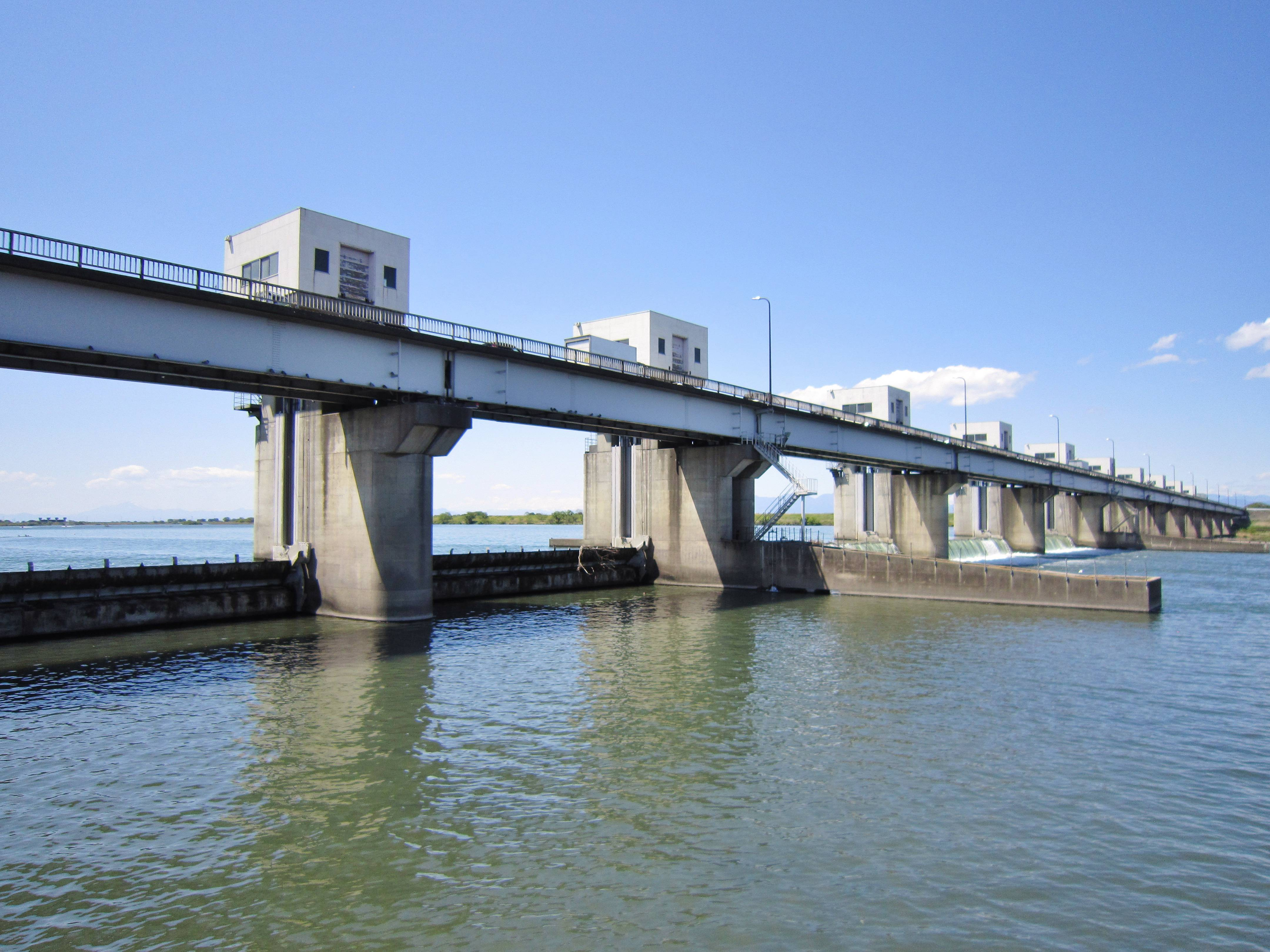
利根大堰

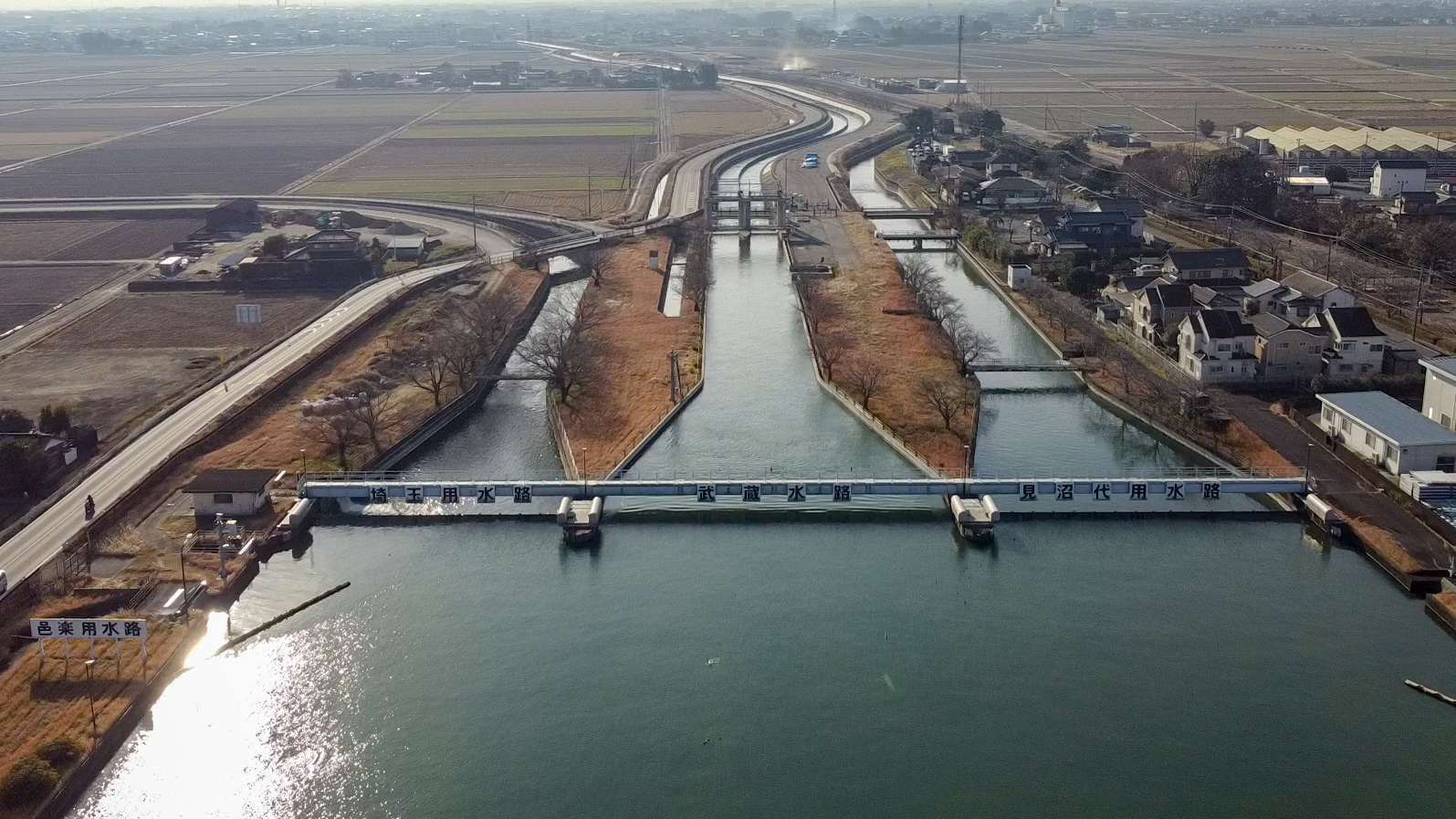
利根大堰沈砂池で見沼代用水・武蔵水路・埼玉用水路・邑楽用水路が分水

埼玉用水路（さいたまようすいろ）は、1968年に開削された灌漑用水路である。

## 概要
利根川の利根大堰から引いた水でこの用水路が開削される前に直接取水をしていた羽生領用水路、葛西用水路、古利根用水路及び稲子用水路へ供給する農業用水として開削された。延長は16.7Km。現在は水資源機構で管理され、埼玉県内の約12,000haの農地を灌漑している。
流末は加須市外野にて島中幹線用水路と豊野用水路とに分水し、埼玉用水路は終点となる。

## 流域の自治体
埼玉県
行田市、羽生市、加須市

## 河川施設
- 利根大堰
- 羽生領用水分水工
- 葛西分水工
- 藤井水位調節堰（藤井チェックゲート）
- 今戸水位調節堰
- 弥勒水位調節堰
- 三四ヶ谷水位調節堰
- 常木水位調節堰
- 大越水位調節堰
- 古利根水位調節堰

## 橋梁
私道橋や人道橋、暗渠部を除き、ほとんどの橋に名称がつけられている。
- 利根大堰
- 須加大橋（埼玉県道59号羽生妻沼線）
- 新小稲荷橋（埼玉県道20号足利邑楽行田線）

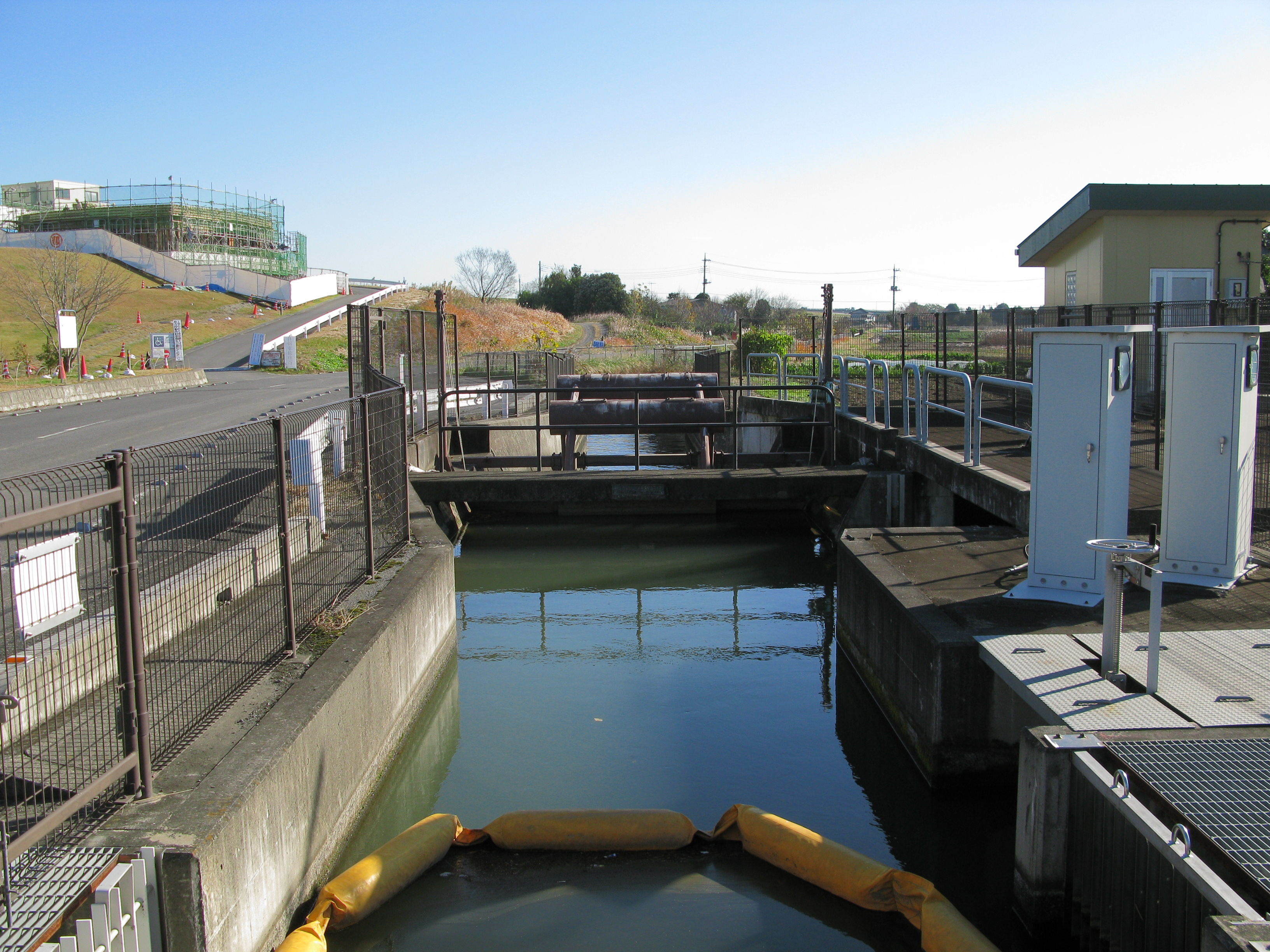
終点、古利根水位調節堰

- 川上橋
- 豊年橋
- 高畑橋
- 宝橋
- 久保内橋
- 中橋
- 清水橋
- 朝日橋
- 雷電橋
- 谷田橋
- 新井橋
- 共栄橋（埼玉県道59号羽生妻沼線）
- 諏訪橋
- 並木橋（埼玉県道7号佐野行田線）
- 五十ヶ谷戸橋
- 別所橋（国道122号）
- 坂本橋
- 相川橋
- 農園橋
- 内手橋
- 本田橋
- 中通り橋
- 火の見橋
- 新田橋
- 関場橋
- 竜住橋
- 第一竜蔵橋
- 東武伊勢崎線
- 稲田橋
- 小沢橋
- 長宮橋
- 宮地橋
- 八幡橋（はちまんばし）
- 新井橋
- 大橋
- 小橋
- （暗渠） - 市道
- 橋場橋
- 三本木橋
- 道原橋
- 前河原橋
- 新田橋
- 上の橋
- 朝日橋
- 初戸橋
- 明神橋
- 観乗院裏橋
- 境橋
- 西裏橋
- 橋場橋
- 大門橋
- 上村君大橋（埼玉県道304号今泉館林線）
- 堀ノ内橋
- 下天神橋
- 米宮橋
- 森裏橋
- 五反田上橋
- 五反田下橋
- 側道上橋
- 東北自動車道
- 側道下橋
- 五反田橋
- 下村大橋
- （暗渠） - 市道
- 土山橋
- 利根防災橋
- 彩の橋
- 2000年橋
- 堤中央橋
- 富士見橋
- 延命寺橋
- 新橋
- （暗渠） - 市道
- 名・上橋（みょう・かみばし）
- 不動院橋
- 名称不明
- 名称不明
- 名称不明
- 名称不明
- 名・中橋
- 名・下橋
- 公園橋
- 常木1号橋
- 常木2号橋
- 常木3号橋
- 常木4号橋
- 前田上橋
- 前田下橋
- （暗渠） - 市道
- 若竹橋
- 八坂橋
- 長竹橋
- 聖天橋
- 馬場橋（ばんばばし）
- 名称不明
- 大越橋
- 宮西橋
- 畑田橋
- 明神橋

- 中橋
- 宮東橋（埼玉県道60号羽生外野栗橋線）
- しもげ橋
- たいぞう橋
- 外野橋（埼玉県道60号羽生外野栗橋線号）
- かわいり橋
- みらい橋

## 周辺の施設
- 行田サイクリングセンター[注釈 3]
- 勘兵衛松
- 千手院
- 葛西親水公園
- 老健施設カノープス
- 永明寺・永明寺古墳
- 羽生市立村君小学校
- 羽生スカイスポーツ公園
- 利根川児童館
- 加須サイクリングセンター（利根サイクリングコース）
- 加須未来館

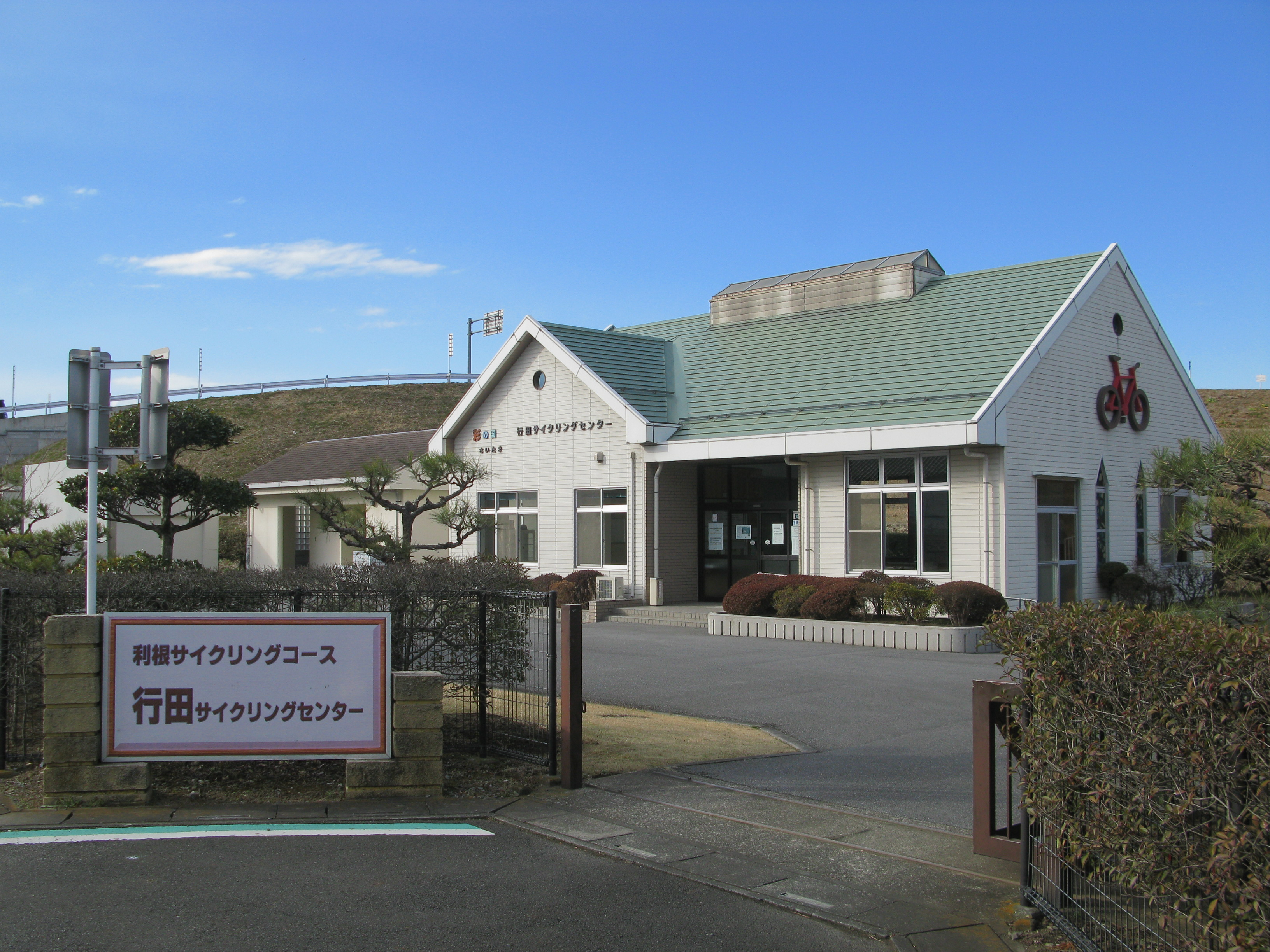
行田サイクリングセンター
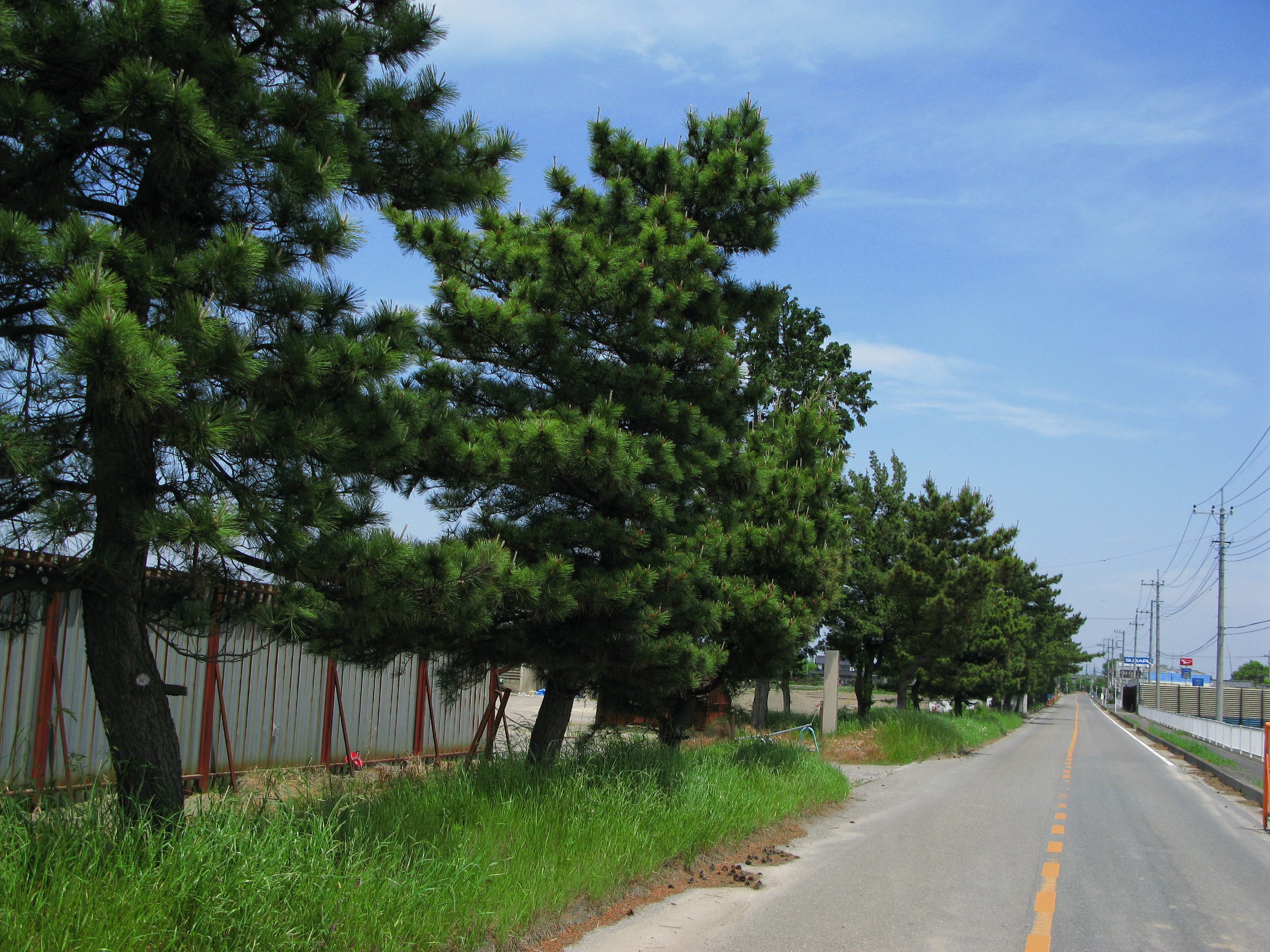
勘兵衛松
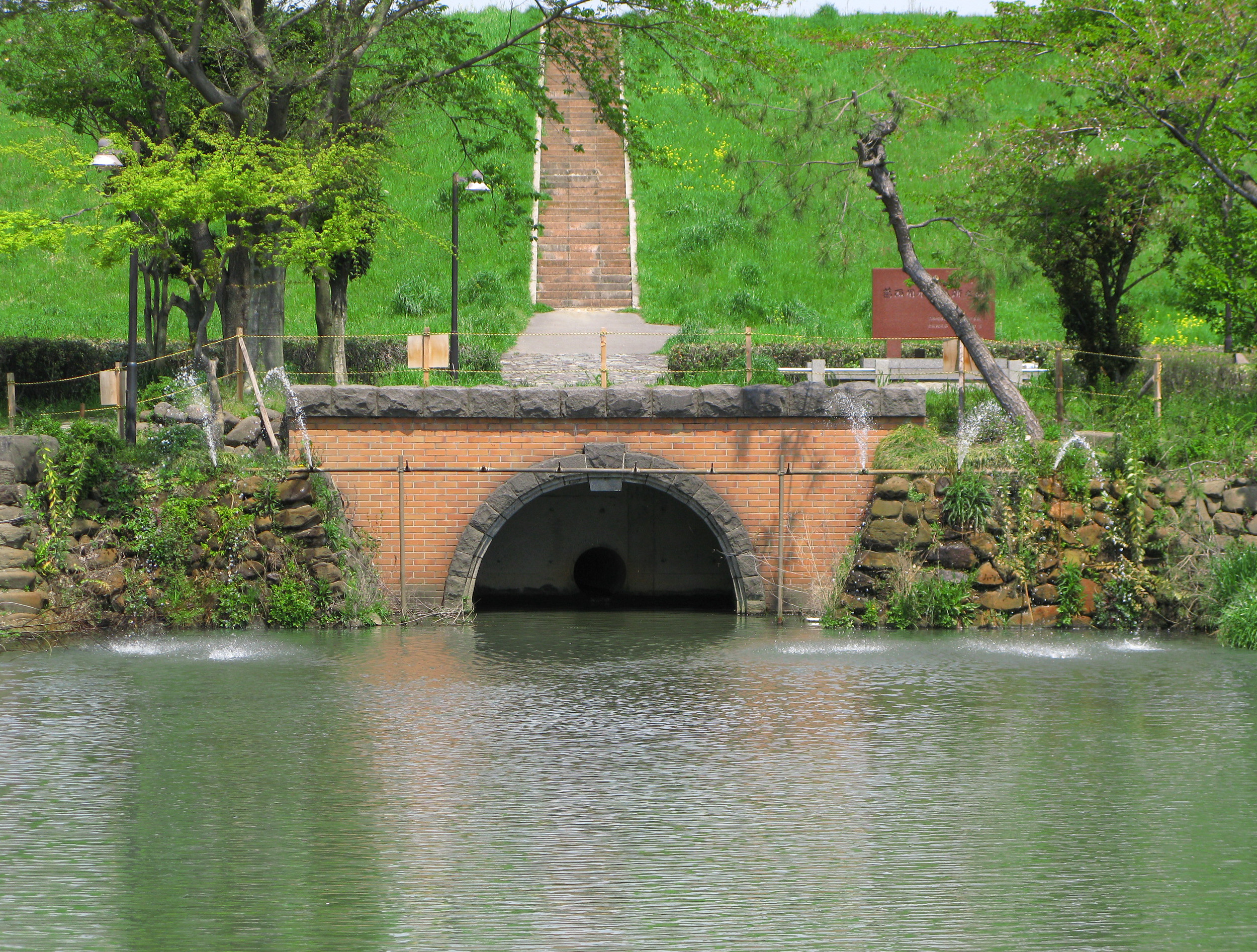
葛西親水公園の元圦跡